# Grattstadt

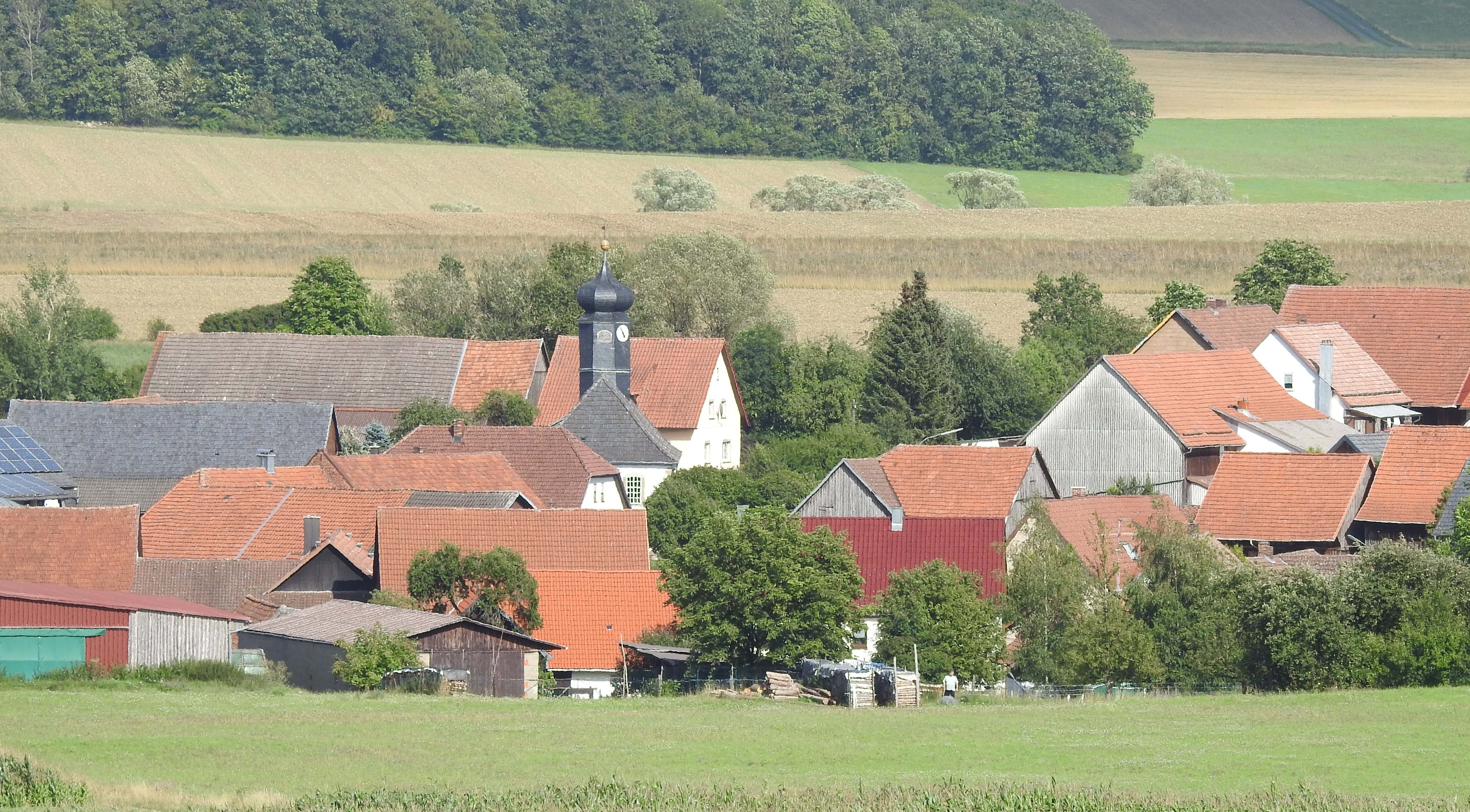
Grattstadt von Westen

Grattstadt ist ein Gemeindeteil der Stadt Bad Rodach im oberfränkischen Landkreis Coburg.

## Geographie
Das Kirchdorf liegt etwa 16 Kilometer nordwestlich von Coburg auf den Langen Bergen und ist als Haufendorf mit Gewannflur angelegt. Die Gemarkungsgrenze im Norden entspricht der Landesgrenze mit Thüringen. Der Ortsbach, ein Quellbach des Habergrundes, der zur Werra fließt, quert das Dorf. Die Kreisstraße CO 4 verbindet Grattstadt mit Bad Rodach und Meeder.

## Geschichte
Hügelgräber auf den Langen Bergen zeugen von einer frühen Besiedelung. Die erste urkundliche Erwähnung als Grazzestat stammt aus dem Jahr 815, als der Edelmann Erlwin seine Besitzungen in Grattstadt dem Kloster Fulda schenkte. Ab dem 14. Jahrhundert besaß das Kloster Veßra neun Höfe in dem Ort. Spätestens ab 1305 lag Grattstadt im Herrschaftsbereich der Henneberger. 1353 kam der Ort mit dem Coburger Land im Erbgang zu den Wettinern und war somit ab 1485 Teil des Kurfürstentums Sachsen, aus dem später das Herzogtum Sachsen-Coburg hervorging.
Vor dem Dreißigjährigen Krieg hatte Grattstadt über 200 Einwohner, die in 40 Häusern lebten. Im Jahr 1650 gab es nur noch vier Einwohner und drei nicht zerstörte Häuser. Unter anderem hatten die kaiserliche Truppen unter General Graf Lamboy 1634 ihr Winterquartier in den westlichen Ämtern der Pflege Coburg und plünderten auch Grattstadt. Im Februar 1637 folgte eine Plünderung durch den General Johann Ludwig Hektor von Isolani und sein kroatisches Leibregiment.
1670 wurde die ledige Magd Elsa Henneberger wegen Hexerei verhaftet. Nur dank der Fürsprache ihrer früheren Dienstherrin überlebte sie und wurde aus dem Lande verwiesen.
Nach der Landvermessung von 1675 im gesamten Rodacher Raum wurde 1711 wurde die vermessene Flur in einem Flurbuch niedergeschrieben. Bei herzoglichen Landesteilung 1680 wurde eine Forstei eingerichtet, die 1850 aufgelöst wurde. Ein Forsthaus ließ das herzogliche Amt 1742/43 neu errichten. 1728 wurde Grattstadt kirchlich mit Ahlstadt vereinigt. 1904 folgte eine Unterstellung der Pfarrei Elsa, von 1921 bis 1977 der in Oettingshausen und danach zusammen mit Oettingshausen der in Elsa. Ein neues Schulhaus wurde 1780 in Betrieb genommen. Später folgten umfangreiche Umbauten. 1970 wurde die Schule aufgelöst.
1805 gab es in Grattstadt 54 Ochsen, 36 Kühe, 26 Stück Jungvieh, 200 Schafe und fünf Stück Zuchtschweine. Neben schwerpunktmäßig Korn, Weizen und Dinkel wurde auf den wenig ergiebigen Böden Flachs angebaut. Drei Leineweber hatten sich niedergelassen. 1887 wurde der Gesangverein gegründet. In den beiden Weltkriegen gab es jeweils 13 Gefallene.
Durch die Vereinigung vom Freistaat Coburg mit dem Freistaat Bayern am 1. Juli 1920 kam die Gemeinde zum Bezirksamt Coburg, später Landkreis Coburg. Grattstadt war überwiegend Richtung Norden orientiert. Bei der Reichstagswahl vom 31. Juli 1932 erhielt die NSDAP 146 Stimmen, die SPD eine. Von 1945 bis 1989 trennte die innerdeutsche Grenze den Ort von seinen drei thüringischen Nachbardörfern Hetschbach, Harras und Veilsdorf. 1968 erhielt das Dorf einen Anschluss an das Trinkwassernetz.
Am 1. Juli 1971 schlossen sich die Gemeinden Grattstadt und Heldritt zur Gemeinde Langenbergen zusammen. Am 1. Mai 1978 wurde Langenbergen aufgelöst und Grattstadt ein Stadtteil der Stadt Rodach.

## Einwohnerentwicklung

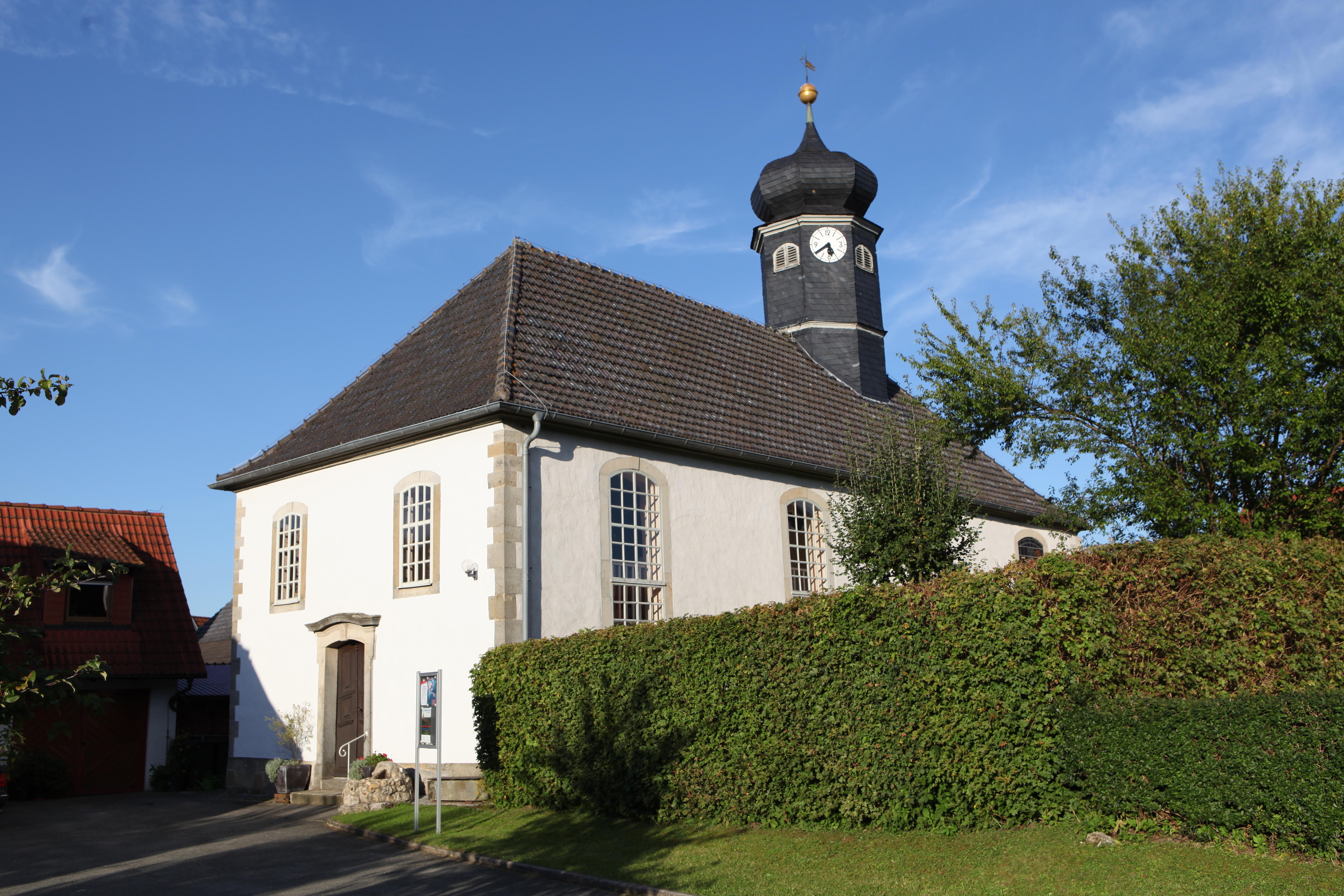
Evangelisch-lutherische Pauluskirche

| Jahr | Einwohnerzahl |
| ---- | ------------- |
| 1740 | 169           |
| 1802 | 183           |
| 1861 | 301           |
| 1890 | 288           |
| 1910 | 265           |
| 1933 | 289           |
| 1939 | 252           |
| 1946 | 363           |
| 1970 | 269           |
| 1990 | 242           |
| 2005 | 210           |

## Kirche
Im Kern wurde die Pauluskirche als Ersatz für eine im Dreißigjährigen Krieg zerstörte Kapelle 1686 errichtet. 1755 erhielt das einfache, kastenförmige Gotteshaus im Wesentlichen das heutige Aussehen mit Dachreiter und Zwiebelturm. Die letzte größere Instandsetzung erfolgte Anfang der 1980er Jahre. Die historische Orgel stammt von dem Orgelbauer Hofmann aus Neustadt.